# Gwar
Gwar est un groupe de thrash metal satirique américain, originaire de Richmond, en Virginie. Le groupe est mieux connu pour ses costumes inspirés de la science-fiction et des films d'horreur, pour ses paroles obscènes et performances explicitement graphiques, sur fond de thèmes moraux et politiques tabous.

## Biographie

### Formation et débuts (1984–1987)
Gwar provient de deux projets fusionné en un seul. Dave Brockie fut le chanteur et bassiste d'un groupe punk nommé Death Piggy. Des groupes s'entraînent occasionnellement au Richmond Dairy, une société d'embouteillage déserte auparavant contrôlée par les hippies. Les hippies louent les lieux à des artistes et musiciens. C'est à Richmond Dairy que Death Piggy fait la rencontre de Hunter Jackson (Techno Destructo) et Chuck Varga (Sexecutioner), tous les deux étudiants à la Virginia Commonwealth University qui avaient lancé The Slave Pit, un petit espace de production pour un film qu'ils essayaient de créer, Scumdogs of the Universe.
Brockie lance l'idée au groupe de porter des costumes créés pour Scumdogs of the Universe, et de se présenter sur scène sous les traits d'un groupe de barbares qui jouerait de la musique en sacrifiant des animaux factices. Le groupe se baptiste « Gwaaarrrgghhlllgh » par plaisanterie. Les membres de Death Piggy remarquent au fur et à mesure la popularisation de Gwaaarrrgghhlllgh et quittent la scène. Après quelques retouches dans la conception du groupe, Death Piggy abandonne son nom pour celui de Gwar.

### Hell-O(1988–1989)

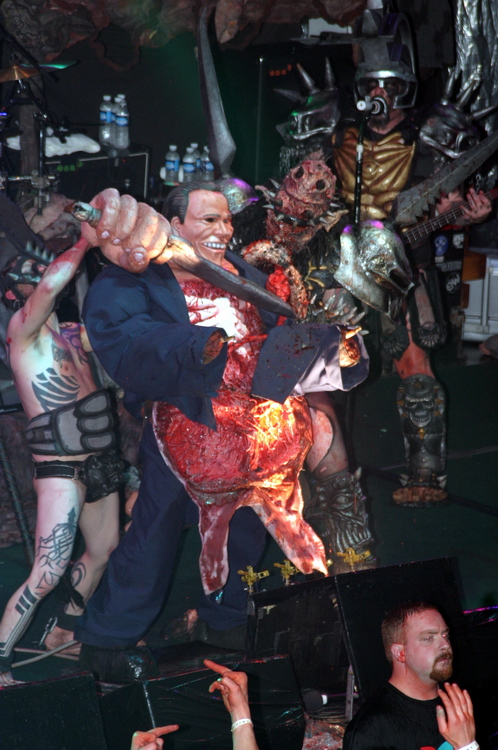
Agression du personnage de George Bush – sur scène à Reds, Edmonton.

Le premier line-up connu de Gwar se compose de Ben Eubanks (chant), Dave Brockie (guitare), Steve Douglas (guitare), Chris Bopst (guitare basse), Sean Sumner (batterie) et Hunter Jackson. Cependant, ce line-up n'est que temporaire et change à de multiples reprises, dont Ben Eubanks qui quitte le groupe juste après une ou deux soirées et qui est remplacé par Joe Annaruma, ce dernier qui enregistrera plusieurs démos avec le groupe. Annaruma quitte par la suite le groupe et se voit remplacé par Dave Brockie. Le line-up se solidifie et se compose désormais de Hunter Jackson, Don Drakulich, Chuck Varga, Mike Delaney, Mike Bonner, Scott Krahl, Dave Musel et Dave Brockie. Mike Delaney quitte le groupe en 1987. Dewey Rowell (Flattus Maximus), Michael Bishop (Beefcake the Mighty) et Rob Mosby (Nippleus Erectus) sont engagés en 1987, idem pour Steve Douglas (Balsac the Jaws of Death) qui revient dans le groupe après l'avoir quitté. Danielle Stampe (alias Slymenstra Hymen) se joint quelque temps à eux en 1988, et participe occasionnellement aux tournées jusqu'en 2002. Le groupe recrute, mais perd également, trois autres membres féminins : The Temptress (Heather Broome, 1986), Amazina (Colette Miller, 1986–87) et Gwar Woman (Lisa Harrelson, 1987–88).
Le premier album du groupe, Hell-O, un album orienté thrash metal/punk rock, est commercialisé en 1988 au label discographique Shimmy Disc Records. Le groupe lance une tournée promotionnelle pour l'album, mais Steve Douglas quitte le groupe cette même année, pour former par la suite le groupe alternatif Log, et se voit remplacé par l'actuel guitariste, Michael Derks, qui reprend le surnom de Douglas, Balsac the Jaws of Death. Cependant, le line-up du groupe connait une nouvelle fois des changements significatifs dès 1990. En 1988, The Slave Pit est rejoint par Bob Gorman, un jeune artiste ambitieux spécialisé dans le design artistique et la fabrication des aspects du groupe. Un an plus tard, en 1989, Rob Mobsy quitte le groupe et se voit remplacé par Pete Luchter, qui quitte également le groupe pour être remplacé temporairement par Jim Thompson, qui a participé à l'élaboration de l'album Hell-O. Thompson quitte le groupe puis est remplacé par Brad Roberts, désormais surnommé Jizmak Da Gusha.

### Scumdogs of the UniverseetThis Toilet Earth(1990–1994)
Avec le nouveau line-up de Gwar, le groupe commence l'enregistrement de Scumdogs of the Universe distribué dans le monde entier au label du producteur Ivan Healy Purvis, Master Records, propriété de Blue Beat Records. L'album est un succès modéré, mais marque les débuts de leur carrière au label Metal Blade Records. Le groupe lance une tournée promotionnelle intense pour l'album et fait paraître Live from Antarctica en juillet 1990, produit par Ivan Healy Purvis, une cassette vidéo contenant entre autres le vidéoclip du titre Sick of You. En août 1990, Michael Derks devient père d'une petite fille et se doit donc de quitter temporairement le groupe. Barry 'D'live' Ward, du groupe Rich Kids on LSD le remplace à la guitare pour leur tournée européenne de 1991. De retour chez eux, Gwar participe à leur première apparition dans le film Mystery Date.
Scumdogs of the Universe est originellement distribué au label britannique Master avant d'être réédité par Metal Blade en 1991. Cherchant à se produire dans un plus grand label, le groupe auditionne chez Relativity Records, l'un des plus grands labels indépendants de heavy metal. Le groupe gâche sa chance ; plus tard, il change de nouveau dans son line-up. Dewey Rowell quitte le groupe en 1991, mais n'est pas remplacé avant 1992 par Pete Lee, après l'enregistrement de l'album America Must Be Destroyed. À cette période, Gwar est (temporairement) banni de l'État de la Caroline du Nord, du fait que Brockie portait son costume de « Seiche de Cthulhu », ce qui a mené à son arrestation ; cet incident les a inspiré pour leur troisième album, America Must Be Destroyed, commercialisé en 1992. L'album s'accompagne du film Phallus in Wonderland, qui documente le principal concept du groupe et les vidéoclips de l'album. Phallus in Wonderland est nommé pour un Grammy Award en 1993. L'enregistrement de l'album This Toilet Earth accompli, le bassiste Mike Bishop quitte le groupe et est remplacé par Casey Orr, du groupe Rigor Mortis. This Toilet Earth est commercialisé en 1994 et est accueilli modérément.

### DeRagnarokàWe Kill Everything(1995–2000)

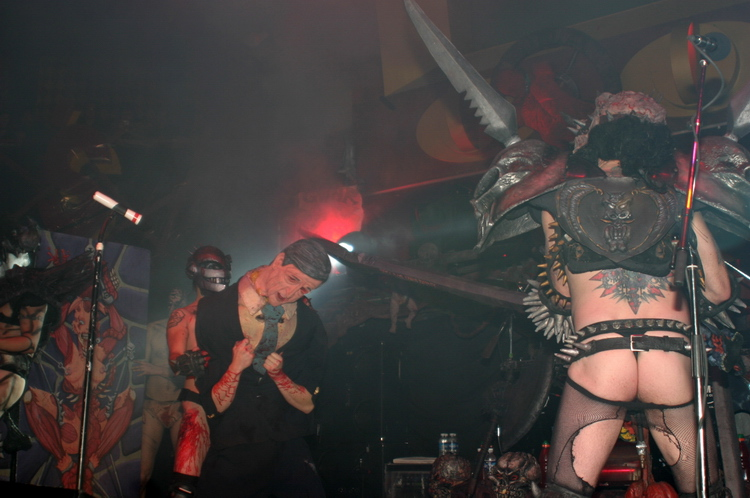
Gwar débute à Edmonton, avec la simulation d'une décapitation.

En 1995, Gwar fait paraître Ragnarok, un album caractérisé par un son unique, dont l'utilisation d'un clavier, du jamais vu depuis la création du groupe, et l'apparition plus marquée d'un second chanteur. Deux vidéoclips ont suivi pour les titres Surf of Syn et Meat Sandwich, accompagnés d'un film Rendezvous with Ragnarok en soutien à leur tournée promotionnelle de l'album. Plus tard la même année, ils apparaissent dans le film Empire Records. Le premier projet parallèle, X-Cops, est lancé après la tournée Ragnarok, avec la parution de l'album You Have the Right to Remain Silent..., la même année. Ils font ensuite paraître un autre album en 1997 sous le nom de Carnival of Chaos, mélangeant différents genres musicaux, dont le heavy metal classique, le hard rock, la country, et le jazz.
En 1998, GWAR fait face au groupe de ska, The Aquabats, à la Ska Parade. Carnival of Chaos est leur dernier album avec Pete Lee à la guitare, qui sera ensuite remplacé par Tim Harriss, qui a travaillé avec le groupe aux alentours de 1986 et participé aux morceaux de guitare dans l'album America Must Be Destroyed. Pour l'enregistrement de We Kill Everything entre fin 1998 et début 1999, Michael Bishop rejoint temporairement le groupe à la basse pendant l'absence de Casey Orr. L'album, largement orienté punk rock, est celui que le groupe apprécie le moins, ses morceaux sont rarement interprétées en live. Plus tard, le cofondateur du groupe, Hunter Jackson quitte le groupe en 2000 pour se concentrer sur des projets personnels. Danielle Stampe quitte le groupe pour un projet personnel nommé Girly Freakshow ; cependant, elle rejoint temporairement le groupe pour la tournée Bitch Is Back en 2002.

### Violence Has ArrivedetLive from Mt. Fuji(2001–2005)

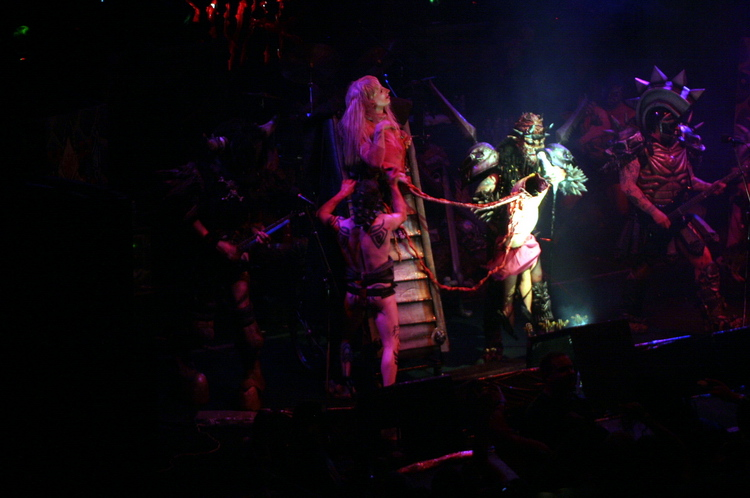
Embaumement du personnage de Paris Hilton – lors d'une soirée du groupe à Edmonton, en 2004.

Affecté par le peu de succès engendré par leur album précédent, le son de Gwar change considérablement dans leur album qui succède. Tim Harriss parti, Zach Blair est engagé pour remplir ses fonctions sous le surnom de Flattus Maximus et Casey Orr revient de nouveau dans le groupe sous le surnom de Beefcake the Mighty, pour l'enregistrement du premier album thrash metal du groupe depuis des années : Violence Has Arrived, commercialisé le 6 novembre 2001, l'album est perçu comme un « comeback » de toutes sortes. Violence Has Arrived est, cependant, le dernier album du groupe à paraître sur Metal Blade Records. En 2002, Zach Blair quitte Gwar pour former le groupe de power pop Armstrong avec le batteur Brad Roberts. le groupe fait paraître un album inttiulé Dick the Lionhearted. Depuis février 2007, Blair est le guitariste du groupe Rise Against.
Tandis que le groupe se focalise sur un son plus brutal, il crée un autre projet parallèle, Dave Brockie Experience, un groupe créé par le chanteur Dave Brockie, avec le guitariste Mike Derks et le batteur Brad Roberts, dont le but de continuer dans une sonorité comique, avec leur premier album intitulé We Kill Everything. Ils font paraître leur premier LP le 20 mars 2001 intitulé Diarrhea of a Madman. Ils font ensuite paraître l'album brutal War Party en 2004 à leur nouveau label DRT Entertainment. L'album est très bien accueilli dans la communauté underground. Des vidéoclisp des titres Bring Back the Bomb et War Party sont mis en ligne, et le groupe est invité à jouer aux Sounds of the Underground en 2005. Cette même année, le groupe fait paraître Live from Mt. Fuji, le premier album live du groupe intitulé You're All Worthless and Weak, paru en 2000 (et réédité en 2006) chez Slave Pit Records. En 2004, Gwar collabore avec Grey DeLisle pour un épisode de la série Nom de code : Kids Next Door pour l'épisode intitulé C.A.S.S.C.R.O.U.T.E. ; le groupe est crédité sous le nom de « Rawg » et les chansons The Private Pain of Techno Destructo et Gor-Gor sont joués dans l'épisode.

### 25eanniversaire et décès de Cory Smoot (2006–2011)

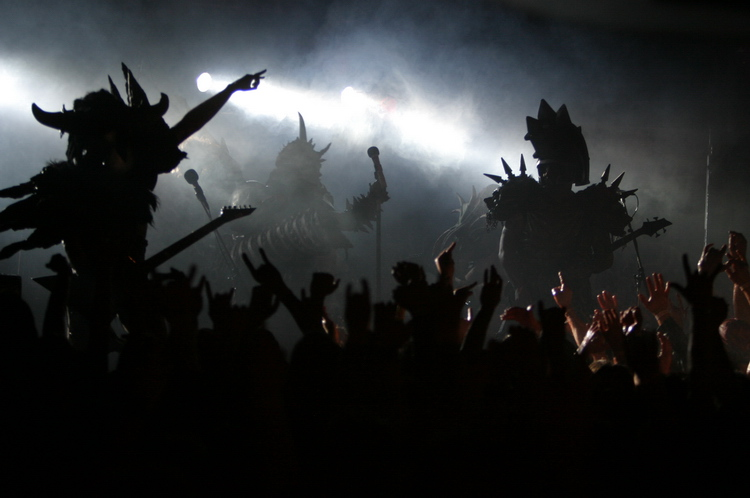
Gwar, en concert à Edmonton.

Gwar commence l'écriture de leur nouvel album, à l'origine appelé Go to Hell!, en janvier 2006. Le même mois, Gwar lance une galerie appelée The Art of Gwar au Art Space de Richmond pour y présenter ses costumes, cartoons et autres œuvres produits chez Slave Pit. Sleazy P. Martini revient sur scène avec Gwar au Electile Dysfunction '08. En 2009, Gwar célèbre sa 25e année d'existence. Gwar fait paraître son onzième album, Lust in Space, le 18 août 2009 chez Metal Blade Records.
Le 9 novembre 2010, Gwar fait paraître son douzième album studio, Bloody Pit of Horror.
Le 3 novembre 2011, le guitariste Cory Smoot, surnommé Flattus Maximus depuis 2002, est retrouvé mort par ses compagnons dans le bus en route pour leur prochaine tournée alors qu'ils traversaient les frontières du Manitoba, au Canada, depuis le Dakota du Nord. Les causes impliquent une attaque cardiaque liée aux artères coronaires. Au moment de l'annonce, aucune explication n'est donnée sur l'avenir du groupe.

### Battle Maximuset décès de Dave Brockie (depuis 2012)
Gwar annonce l'occupation de la place vacante de guitariste par Cory Smoot. Le 2 octobre 2012, The A.V. Club poste une vidéo du groupe sur laquelle ils reprennent Carry on My Wayward Son de Kansas'.
Sur AXS TV, à la suite de leur tournée Fate or Chaos, ils annoncent un treizième album intitulé Battle Maximus prévu pour le 17 septembre 2013. Le 13 septembre 2013, une pétition en ligne est lancée sur Change.org pour la participation du groupe au Super Bowl Half Time Show de 2015. La pétition s'adresse au vice-président de la NFL, Greg Aiello. Le 1er octobre 2013, une vidéo de Gwar reprenant le titre Get Outta My Dreams, Get Into My Car de Billy Ocean est mise en ligne sur The A.V. Club. Le 19 octobre 2013, les cartoons Funny Or Die font paraître Gwar dans un de leurs cartoons. Le 23 mars 2014, Dave Brockie, alias Oderus Urungus, est retrouvé mort dans sa maison à Richmond. Lors de la cinquième édition du Gwar-B-Q, Michael Bishop, l'original Beefcake The Mighty, devient le chanteur du groupe sous le nom de Blothar. En octobre 2014, Gwar fait sa troisième apparition au A.V Club avec une reprise de West End Girls de Pet Shop Boy.
Le 7 mai 2015, Gwar annonce le départ de Kim Dylla après la tournée Eternal Tour 2014 et ne jouera plus avec le groupe. Le 24 mai 2016, le groupe annonce un nouvel album, une suite de Battle Maximus, le premier sans le membre fondateur Dave Brockie.

## Étymologie
Bien qu'il ait été suggéré que Gwar soit un acronyme, les membres du groupe expliquent officiellement que le nom en lui-même ne signifie rien. Le site officiel du label Slave Pit Records indique que Gwar serait l'abréviation de « Gwaaarrrgghhlllgh », le nom d'origine du groupe lorsqu'ils sont pour la première fois monté sur scène avec Death Piggy. Une autre signification suggérée, « God What an Awful Racket », est également incorrecte.

## Membres

### Membres actuels
- Michael Bishop (Blothar) – chant, basse (depuis 2014), (Beefcake the Mighty) – basse (1987–1993, 1998–1999)
- Mike Derks (Balsac the Jaws of Death) – guitare rythmique, chœurs (depuis 1988)
- Brad Roberts (Jizmak Da Gusha) – batterie, percussions (depuis 1989)
- Casey Orr (Beefcake the Mighty) – basse (1994–1997, 1999–2002, 2008–2011, depuis 2019)[31]
- Brent Purgason (Pustulus Maximus) – guitare solo, chœurs (depuis 2012)
- Don Drakulich (Sleazy P. Martini) - chœurs (1986, depuis 2017)
- Matt Maguire (Sawborg Destructo) – chœurs (1995-1996, depuis 2009)
- Bob Gorman (Bonesnapper) – chœurs (1995–1996, depuis 2014)

### Anciens membres
- Ben Eubanks (Johnny Slutman) – chant (1984)
- Russ Bahorsky (Mr. Magico) – guitare (1984)
- Sean Sumner – batterie (1984 ; décédé en 1996)
- Dave Brockie (Oderus Urungus) (décédé en 2014) – guitare (1984–1986), chant (1986-2014)[32]
- Chris Bopst (Balsac) – basse (1984–1987)
- Joe Annaruma (Joey Slutman) – chant (1985–1986)
- Ron Curry (Stephen Sphincter) – guitare (1985–1986)
- Jim Thomson (Hans Sphincter / Hans Orifice) – batterie (1985–1987, 1989)
- Greg Ottinger (Cornelius Carnage) – guitare (1986–1987)
- Steve Douglas (Balsac the Jaws of Death) – guitare (1987–1988)
- Rob Mosby (Nippleus Erectus) – batterie (1987–1988)
- Dewey Rowell (Flattus Maximus) – guitare (1987–1991)
- Pete Luchter (Lee Beato) – batterie (1989)
- Pete Lee (Flattus Maximus) – guitare (1992–1998)
- Tim Harriss (Flattus Maximus) – guitare (1998–1999)
- Zach Blair (Flattus Maximus) – guitare (1999–2002)
- Todd Evans (Beefcake the Mighty) – basse (2002-2008)[33]
- Cory Smoot (Flattus Maximus) – guitare (2002–2011 ; décédé en 2011)[34]
- Jamison Land (Beefcake the Mighty) – basse, chœurs (2011-2019)
- Danielle Stampe (Slymenstra Hymen) - chant, performances pyrotechniques (1988–2000)
- Kim Dylla (Vulvatron) - chant (2014)

## Albums studio
- 1988 : Hell-O
- 1990 : Scumdogs of the Universe
- 1991 : America Must Be Destroyed
- 1994 : This Toilet Earth
- 1995 : Ragnarôk
- 1997 : Carnival of Chaos
- 1999 : We Kill Everything
- 2001 : Violence Has Arrived
- 2004 : War Party
- 2006 : Beyond Hell
- 2009 : Lust in Space
- 2010 : Bloody Pit of Horror
- 2013 : Battle Maximus
- 2017 : The Blood of Gods

## Albums live
- 2000 : You're All Worthless and Weak
- 2005 : Live at Mt. Fuji

## Albums compilations
- 2000 : Slaves Going Single
- 2004 : Let There Be Gwar

## EPs
- 1992 : The Road Behind
- 1994 : Krak Down

## Videographie
- Shimmy Disc|Shimmy Disc Video Compilation V.1 (1988)
- Rawgwar (1989)
- The Next Mutation (1989)
- Live from Antarctica (1990)
- Phallus in Wonderland (1992)
- All the Sex (1992)
- Twice the Violence (1992)
- Tour De Scum (1992)
- TVD (1994)
- Skulhedface (1994)
- Return of Techno-Destructo (1996)
- Rendezvous with Ragnarok (1997)
- Surprising Burst of Chocolaty Fudge (1998)
- Dawn of the Day of the Night of the Penguins (1998)
- It's Sleazy (2000)
- The Gwarnage Campaign (2002)
- Blood Drive 2002 (2002)
- Ultimate Video Gwarchive (2002)
- War Party Tour 2004 (2004)
- Blood Bath and Beyond (2006)
- Beyond Hell Live (2007)
- Lust In Space – Live At The National (2010)
- Electile Disfunction '08 (2013)